# An Han-Bong
An Han-Bong (Haenam-gun, Corea del Sur, 15 de octubre de 1968) es un deportista surcoreano retirado especialista en lucha grecorromana donde llegó a ser campeón olímpico en Barcelona 1992.

## Carrera deportiva
En los Juegos Olímpicos de 1992 celebrados en Barcelona ganó la medalla de oro en lucha grecorromana de pesos de hasta 57 kg, por delante del luchador alemán Rıfat Yıldız (plata) y del chino Sheng Zetian (bronce).